# FC Merani Tiflis
Der FC Merani Tiflis (georgisch სკ მერანი თბილისი) ist ein georgischer Fußballverein in Tiflis. Er spielt in der dritthöchsten Spielklasse Georgiens, der Liga 3. Die Klubfarben sind rot-weiß.

## Allgemeines
Der Verein wurde 1991 nach dem Zerfall der Sowjetunion gegründet. 2006 gelang erstmals in der Klubgeschichte der Aufstieg in die höchste georgische Liga, die Umaghlessi Liga. In der ersten Saison sicherte der Verein mit einem 11. Platz den Klassenerhalt. Die Heimstätte des Vereins ist das Sinatle-Stadion, welches 2500 Zuschauern Platz bietet.

## Europapokalbilanz
| Saison | Wettbewerb         | Runde        | Gegner                   | Gesamt | Hin     | Rück |
| ------ | ------------------ | ------------ | ------------------------ | ------ | ------- | ---- |
| 1997   | UEFA Intertoto Cup | Gruppenphase | Torpedo-Luschniki Moskau | 0:2    | 0:2 (H) |      |
| 1997   | UEFA Intertoto Cup | Gruppenphase | Iraklis Thessaloniki     | 0:2    | 0:2 (A) |      |
| 1997   | UEFA Intertoto Cup | Gruppenphase | FC Floriana              | 5:0    | 5:0 (H) |      |
| 1997   | UEFA Intertoto Cup | Gruppenphase | SV Ried                  | 3:1    | 3:1 (A) |      |

Gesamtbilanz: 4 Spiele, 2 Siege, 2 Niederlagen, 8:5 Tore (Tordifferenz +3)

## Ehemalige Spieler
- Tornike Apziauri, georgischer Nationalspieler